# Yuan Shikai
 (août 2018).
Si vous disposez d'ouvrages ou d'articles de référence ou si vous connaissez des sites web de qualité traitant du thème abordé ici, merci de compléter l'article en donnant les références utiles à sa vérifiabilité et en les liant à la section « Notes et références ».
Dans ce nom chinois, le nom de famille, Yuan, précède le nom personnel.
Yuan Shikai (en chinois simplifié : 袁世凯 ; chinois traditionnel : 袁世凱 ; pinyin : Yuán Shìkǎi ; prononcé : /ɥɛ̌n ʂɻ̩̂.kʰàɪ/) né le 16 septembre 1859 et mort le 6 juin 1916, est un militaire et un officiel de la dynastie Qing et du début de la république de Chine. Il a servi à la fois la cour impériale des Qing et la République et s'est auto-proclamé empereur en 1915.

## Origines
Yuan Shikai naît le 16 septembre 1859, dans le village de Zhangying (张营村, Zhāngyíng cūn), situé dans le comté de Xiangcheng (项城县, Xiàngchéng xiàn), appartenant à la préfecture de Zhoukou (周口府, Zhoukou fǔ), dans la province du Henan.
La famille de Yuan Shikai déménage dans une zone vallonnée, à 16 km au sud est de Xiangcheng, où elle construit un village fortifié qu'elle nomme Yuanzhai (袁寨村, Yuánzhài cūn, « le village fortifié des Yuan »).
Il veut poursuivre une carrière administrative, mais échoue deux fois aux examens impériaux. Il décide alors d'entrer dans l'armée. Utilisant les relations de son père, il obtient un poste dans la brigade Qing.

## Corée
La Corée à la fin des années 1870 est dirigée par le roi Gojong. Elle est le théâtre de luttes entre deux clans, le premier, « isolationniste », conduit par le Daewongun, le père du roi, qui s'oppose au clan « progressiste » conduit par la reine, Min. Ce second clan désire un commerce libre avec une suzeraineté maintenue de la Chine sur la Corée. Dans le même temps, l'empire du Japon, puissance émergente, souhaite que la Corée devienne son protectorat. En vertu du traité de Ganghwa (en coréen : 강화도, Ganghwa-do) signé en 1876 sur l'île du même nom, le Japon obtient le droit d'envoyer des missions diplomatiques à Séoul et d'ouvrir des comptoirs à Incheon et Wonsan.
Tandis que se déroulent les luttes de pouvoir internes qui conduisent à l'exil de la reine, le vice-roi de Zhili, Li Hongzhang, de son côté, envoie en Corée une Brigade Qing forte de 3 000 hommes. La faiblesse de la Corée est évidente. En 1882, une mutinerie éclate au sein de plusieurs unités de l'armée coréenne (incident d'Imo). Les violences s'accompagnent de manifestations anti-japonaises. Le gouvernement japonais en profite pour obtenir, en compensation des violences subies, la négociation du traité de Chemulpo (ancien nom d'Incheon). Par ce traité, le Japon obtient le droit de stationner des troupes à Séoul pour protéger sa légation. Dans ces conditions de tensions au sein de l'armée et de menace extérieure, la seule protection de la Chine ne peut garantir la sécurité ni a fortiori l'autonomie militaire de la Corée. Le Roi émet donc l'idée de former 500 militaires à l'art de la guerre moderne. Yuan Shikai est ainsi nommé pour conduire cette tâche sur place en Corée. Li Hongzhang suggère à l'empereur de promouvoir Yuan. Il est ainsi rapidement nommé sous-préfet.
En 1885, Yuan est nommé Résident impérial à Séoul par ordre de l'empereur. Cette position semble au premier abord équivalente à celle de ministre ou d'ambassadeur. En pratique, cependant, Yuan, est le représentant en chef du suzerain, ce qui en fait de facto le conseiller suprême de toutes les politiques du gouvernement coréen.
Insatisfait de sa position en Corée, le Japon souhaite avoir plus d'influence au travers d'une co-suzeraineté avec la Chine. Une série de faux documents dont le but est d'irriter les Chinois est envoyée à Yuan Shikai. Ces documents tentent de démontrer que le gouvernement coréen ayant changé d'avis sur la protection chinoise se tourne de plus en plus vers la Russie. Yuan se montre sceptique, bien que choqué ; il s'adresse alors à Li Hongzhang afin d'obtenir ses conseils.
Dans un traité signé entre le Japon et la Chine, les deux parties se mettent d'accord pour n'envoyer des troupes en Corée qu'après la notification de l'autre partie. Bien que le gouvernement coréen soit stable, la Corée est toujours sous protectorat chinois et des forces y émergent dans le but de demander la modernisation de l'État. Un groupe radical, la société Tonghak, adepte des principes confucéens et taoïstes, entre ainsi en rébellion contre le gouvernement. Li Hongzhang envoie des troupes en Corée pour protéger Séoul, et le Japon fait de même sous le prétexte de protéger les comptoirs japonais.
Les tensions entre la Chine et le Japon augmentent lorsque le Japon refuse de retirer ses forces et crée une sorte de blocus aux environs du 38e parallèle. Li Hongzhang veut à tout prix éviter une guerre avec le Japon et cherche une aide internationale pour obtenir le retrait des forces japonaises. Le Japon refuse, ce qui déclenche la guerre. Yuan, désormais inutile à Séoul, est rappelé à Tianjin en juillet 1894, au début de la  première guerre sino-japonaise.

## Sous la dynastie Qing
Yuan Shikai se rend célèbre en participant à la guerre sino-japonaise comme commandant des forces chinoises stationnées en Corée. Il évite l'humiliation des armées chinoises en guerre lorsqu'il est rappelé à Pékin plusieurs jours avant que les forces chinoises soient attaquées.
Comme allié de Li Hongzhang, Yuan est nommé commandant de la première Nouvelle Armée en 1895. La cour Qing compte largement sur son armée en raison de la proximité de sa garnison et de la capitale ainsi que de son efficacité. De toutes les nouvelles armées qui font alors partie du mouvement d'auto consolidation, celle de Yuan est la mieux entraînée et la plus efficace.
La cour Qing est alors divisée entre les progressistes sous la houlette de l'empereur Guangxu, et les conservateurs sous l'égide de l'impératrice douairière Cixi, qui s'est temporairement retirée au Palais d'été. Après les réformes des Cent Jours de Kang Youwei en 1898, Cixi considérant que les réformes vont trop loin, décide de restaurer sa propre régence par un coup d'État. Ses intentions sont cependant éventées et l'empereur en est informé. Il demande aux partisans de la réforme, dont notamment Kang Youwei, Tan Sitong de lui prévoir un plan de sauvetage. L'implication de Yuan Shikai dans ce coup d'état continue actuellement de faire débat parmi les historiens. Certains rapportent que Tan Sitong aurait eu une conversation avec Yuan quelques jours avant le coup d'état. Il aurait demandé à Yuan de soutenir l'empereur et de se débarrasser de Cixi. Yuan aurait refusé de répondre directement, tout en insistant sur sa loyauté envers l'empereur. Pendant ce temps le général Mandchou Ronglu, allié de Cixi, commence les manœuvres de son armée pour réaliser le coup d'état.
Selon de nombreuses sources, y compris le journal de Liang Qichao et un article du Wen Bao (文报), Yuan Shikai serait arrivé à Tianjin le 20 septembre 1898 par le train. Il est par contre certain que le soir, il a eu une discussion avec Ronglu, mais le contenu de leurs échanges reste ambigu. La plupart des historiens suggèrent que Yuan révèle à Ronglu les détails des plans des réformistes et lui demande de passer immédiatement à l'action. À l'aube du 21 septembre, les troupes de Ronglu entrent dans la Cité interdite et placent l'empereur en isolement au Palais d'été.
Ayant fait une alliance politique avec l'impératrice douairière, et étant devenu un ennemi juré de l'empereur Guangxu, Yuan quitte la capitale en 1899 pour son nouveau poste de Gouverneur du Shandong. Durant ses trois années à ce poste, il réprime et éradique les Boxers dans la province lorsque le gouvernement impérial, après avoir soutenu la révolte anti-occidentale, se retourne contre le mouvement et participe à la répression. Il laisse aussi la fondation d'un collège provincial à Jinan, adoptant par là même des méthodes occidentales d'éducation.
Le 25 juin 1902, Yuan Shikai est élevé au poste de Vice-roi de Zhili (直隸总督, Zhílì zǒngdū) et général en chef de l'armée de Beiyang (北洋大臣, Běiyáng dàchén) — actuellement les provinces du Liaoning, du Hebei et du Shandong. Il capte l'attention des étrangers quand il réprime la rébellion des Boxers. Par ailleurs, il obtient facilement de nombreux prêts pour agrandir son armée de Beiyang et en faire la plus puissante armée de Chine. Après que le Protocole Boxer a interdit à des troupes de stationner aux environs de Tianjin, Yuan crée une force de police de mille hommes afin de maintenir l'ordre dans cette ville ; il s'agit là de la première force de police de ce type dans l'histoire chinoise. Yuan est également impliqué dans le transfert du contrôle des chemins de fer de Sheng Xuanhuai. Les chemins de fer deviennent une grosse part de ses revenus. Yuan joue un rôle actif dans les réformes politiques de la fin des Qing, y compris en ce qui concerne la création d'un ministère de l'Éducation et d'un ministère de la Police. Il défend d'autre part l'égalité raciale entre les Mandchous et les Hans.

## Retraite
L'impératrice douairière et l'empereur Guangxu meurent à un jour d'intervalle en novembre 1908. Certaines sources indiquent que le testament de l'empereur spécifie précisément que Yuan soit exécuté. Évitant l'exécution, en janvier 1909, Yuan Shikai est relevé de tous ses postes par le régent, le second Prince Chun (醇親王, Chún qīnwáng). La raison officielle qui en est donnée est qu'il retourne à son village natal de Huanshang (洹上村, Huánshàng cūn), situé dans les faubourgs de la préfecture de Zhangde (彰德府, Zhāngdé fǔ), actuellement Anyang (安阳市, 'Ānyáng shì), dans la province du Henan, afin de traiter un problème de pied.
Durant ses trois ans de retraite, Yuan garde le contact avec ses alliés proches, y compris Duan Qirui, qui lui fait des rapports réguliers sur ce qui se passe dans les armées. La loyauté de l'armée de Beiyang lui est acquise sans aucun doute. Ayant cette position militaire stratégique, Yuan peut maintenir un certain équilibre entre la cour Qing et les révolutionnaires, chacun le souhaitant de son côté. Décidant initialement de ne pas devenir président d'une république nouvellement proclamée, Yuan rejette par ailleurs les offres de la cour Qing pour des positions de vice-roi du Huguang ou de premier ministre du Cabinet impérial. Le temps travaille cependant pour lui et il attend son heure en utilisant sa maladie de pied comme prétexte de ses refus perpétuels.

## Retour et gouvernement
Le soulèvement de Wuchang intervient le 10 octobre 1911 dans la province du Hubei, dans l'actuelle Wuhan. Les provinces du sud déclarent leur indépendance de la cour Qing. Dans les provinces du nord, l'armée de Beiyang n'a pas d'opinion claire quant à son positionnement par rapport à la rébellion. La cour Qing ainsi que Yuan savent cependant que l'armée de Beiyang est la seule force moderne suffisamment puissante pour réprimer les révolutionnaires. La cour renouvelle alors son offre à Yuan le 27 octobre qui accepte de quitter son village le 30 octobre. Il est nommé au poste de premier ministre.
Dès sa nomination, il demande que le régent Zaifeng s'abstienne de toute politique. Zaifeng démissionne de la régence et permet à Yuan de constituer un cabinet composé principalement de ses confidents han, et comprenant un seul Mandchou qui occupe le poste de ministre de la Suzeraineté. De manière à s'attacher la loyauté de Yuan, l'impératrice douairière Longyu lui offre le titre de Marquis de premier rang (一等侯, yī děng hóu), un honneur qui n'a été donné précédemment qu'au général Zeng Guofan. Tout en assurant une certaine stabilité politique à Pékin, les forces gouvernementales s'emparent de Hankou (voisin de Wuchang, dans l'actuelle Wuhan) et de Hanyang en novembre 1911, et préparent une attaque sur Wuchang, ce qui contraint les forces révolutionnaires à négocier.

## République

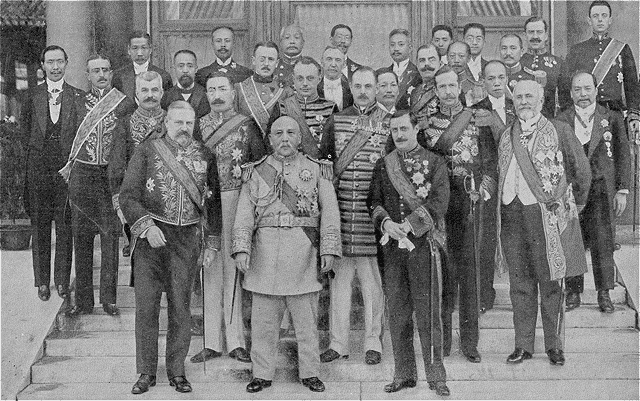
Yuan Shikai entouré du corps diplomatique à Pékin en 1913.

Les révolutionnaires qui ont élu Sun Yat-sen comme premier président provisoire de la république de Chine, se trouvent en effet dans une position militaire affaiblie. Ils négocient à contrecœur avec Yuan. Ce dernier remplit cependant ses promesses vis-à-vis des révolutionnaires et en échange de sa nomination, en 1913, comme président de la République à la place de Sun Yat-sen, il obtient l'abdication de l'empereur enfant Puyi. Sun demande cependant qu'en échange de son retrait, la capitale reste à Nanjing, mais Yuan souhaite conserver son avantage géographique. Cao Kun, un de ses hommes de confiance en commande de l'armée de Beiyang, monte donc un coup d'État à Pékin et à Tianjin, apparemment sous instruction de Yuan, afin de pouvoir donner une excuse à Yuan de ne pas quitter sa sphère d'influence du Zhili (actuellement la province du Hebei). Les révolutionnaires s'inclinent à nouveau et la capitale de la nouvelle République est donc établie à Pékin. Le 15 février 1912, Yuan Shikai est élu Président provisoire, par le Sénat provisoire de Nanjing et prête serment le 10 mars suivant.

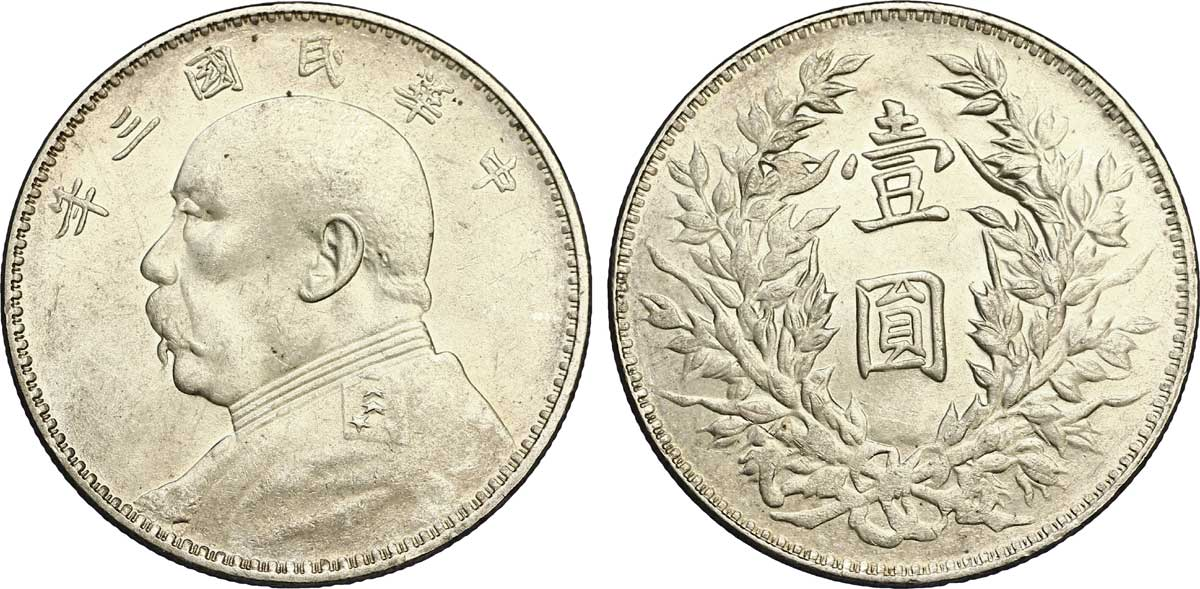
Pièce de « 1 yuan » à l'effigie du président Yuan Shikai (1914).

En février 1913, des élections démocratiques élisent l'Assemblée Nationale et le Parti Nationaliste Chinois (Guomindang –GMD ou Kuomintang –KMT) y est nettement victorieux. Song Jiaoren, député du GMD et adjoint de Sun Yat-sen, propose une alliance et il est considéré comme Premier Ministre potentiel. Yuan voit Song comme une menace contre son autorité. Ce dernier est assassiné le 20 mars 1913, à la suite de quoi de nombreuses spéculations ont lieu dans les journaux rendant Yuan responsable.
Les tensions entre le Guomindang et Yuan continuent de s'intensifier. Yuan commence par réprimer le Guomindang en 1913. Il s'attaque à la corruption des membres du GMD dans les deux assemblées, puis destitue des membres du GMD dans les organisations locales. Sun Yat-sen, de son côté, voyant que la situation continue à se détériorer, s'enfuit au Japon d'où il appelle à une seconde révolution contre Yuan.
Par la suite, Yuan parvient à prendre avec l'aide de l'armée le contrôle de l'ensemble des rouages du gouvernement. Puis il dissout les assemblées provinciales, la Chambre des députés et le Sénat et les remplace par un « Conseil d'État ». Il nomme en outre Duan Qirui, son fidèle lieutenant de Beiyang, Premier ministre. La « deuxième révolution » que prend le Guomindang à l'encontre Yuan se termine en catastrophe. La puissance militaire de ce dernier permet en effet d'éliminer tout ce qui reste des forces du GMD. Les gouverneurs provinciaux encore loyaux envers le GMD sont achetés ou se soumettent volontairement à Yuan. Après sa victoire, Yuan réorganise les gouvernements provinciaux en plaçant à leur tête un « Gouverneur militaire » contrôlant sa propre armée. Cela conduira par la suite au système des seigneurs de la guerre et qui paralysera la Chine pendant les trois décennies suivantes.
En 1915, le Japon envoie à Pékin un ultimatum secret connu sous le nom des Vingt-et-une demandes. Lorsqu'il est connu que Yuan a accédé à un certain nombre de demandes, des protestations de masse ont lieu et sont suivies d'un boycott des produits japonais. La pression des nations occidentales force cependant le Japon à limiter ses demandes.

## Éphémère restauration de l'Empire

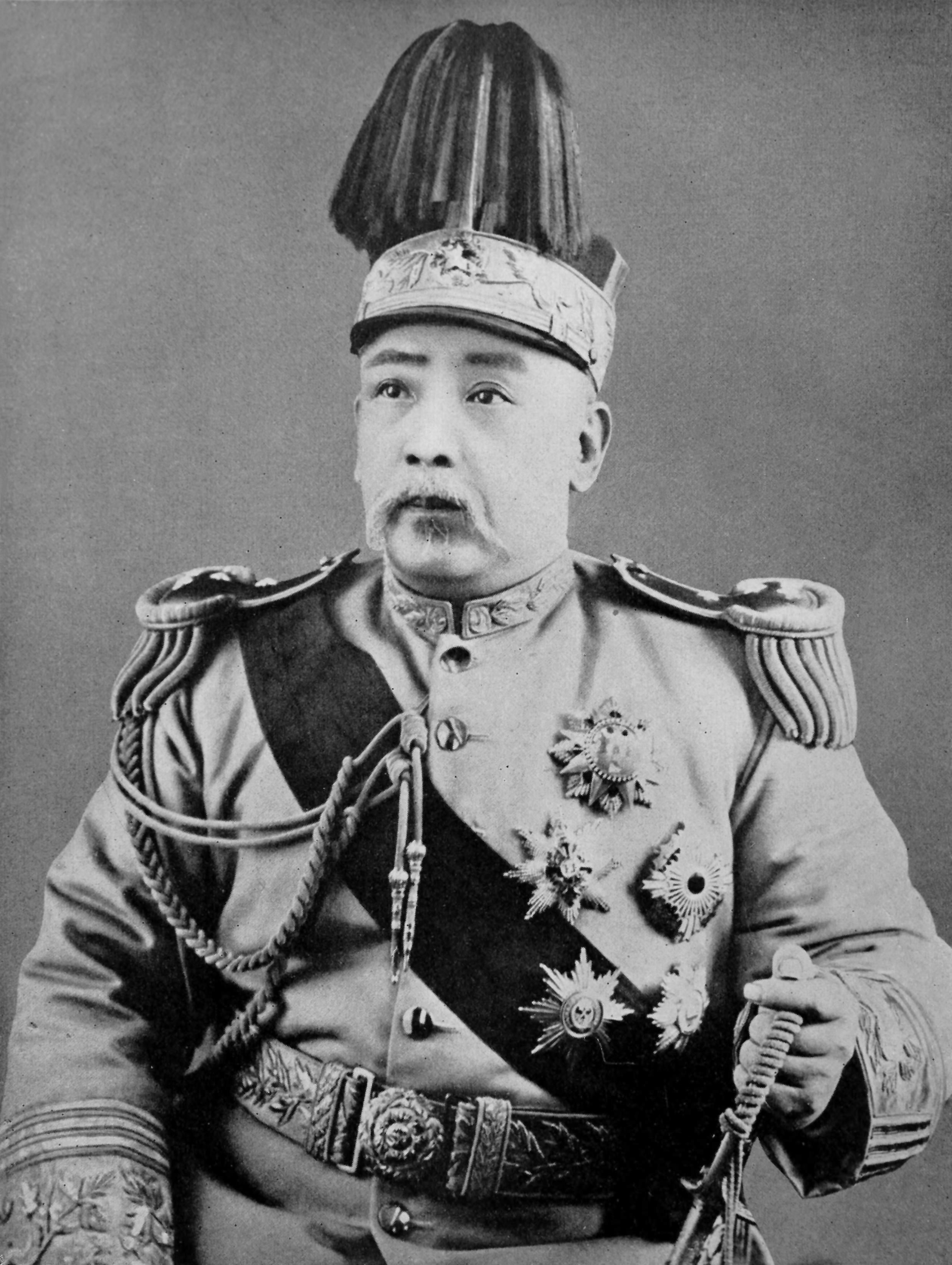
Yuan Shikai en tenue impériale, en 1915.

Du fait du renforcement de son pouvoir, de nombreux partisans de Yuan dont le monarchiste Yan Du, appellent à une restauration de la monarchie impériale et souhaitèrent voir Yuan prendre le titre d'empereur. Yuan lui-même explique que les masses chinoises ont été habituées depuis longtemps à un régime autocratique et que la République n'est en fait qu'une phase transitoire pour terminer le règne des Mandchous. En outre il estime que la situation de la Chine requiert une stabilité politique que seule une monarchie peut rétablir.
Le 12 décembre 1915, Yuan se proclame empereur à vie de l'Empire chinois (中华帝国大皇帝, Zhōnghuá dìguó dà huángdì) prenant Hongxian (en chinois : 洪宪 ; litt. « abondance constitutionnelle ») comme nom de règne. Ce rétablissement est cependant de courte durée et prend fin dès le 22 mars 1916. Il reçoit en effet une très forte opposition, non seulement des révolutionnaires, mais aussi des subordonnés militaires qui craignent que la monarchie les prive de leurs pouvoirs. Ainsi le gouverneur du Yunnan se révolte aussitôt, suivi de ceux du Guangdong, du Zhejiang et du Jiangxi. Au printemps suivant, le nouvel empereur commence à reconsidérer la question et propose d'être à nouveau président. Mais il est trop tard : les armées du Sud sont en marche. Devant faire face à cette opposition, Yuan se retire finalement après trois mois de règne.
Le 4 juin 1916, alors que la guerre civile générale menace, Yuan Shikai meurt d'une hémorragie cérébrale (et non directement d'une maladie du foie).

## Vie privée
Yuan Shikai se marie en 1876, avec une femme de la famille Yu dont il a un fils, nommé Keding, en 1878.